# Parafia Świętej Rodziny w Grabownicy
Parafia Świętej Rodziny w Grabownicy − parafia rzymskokatolicka znajdująca się w archidiecezji lwowskiej w dekanacie Sambor.
Parafia nie posiada własnego proboszcza i jest administrowana dojazdowo przez proboszcza z parafii Nowe Miasto.